# Гусиное (озеро, Ленинградская область)
Гусиное (Юля-ярви) — озеро на Карельском перешейке в Приозерском районе Ленинградской области.

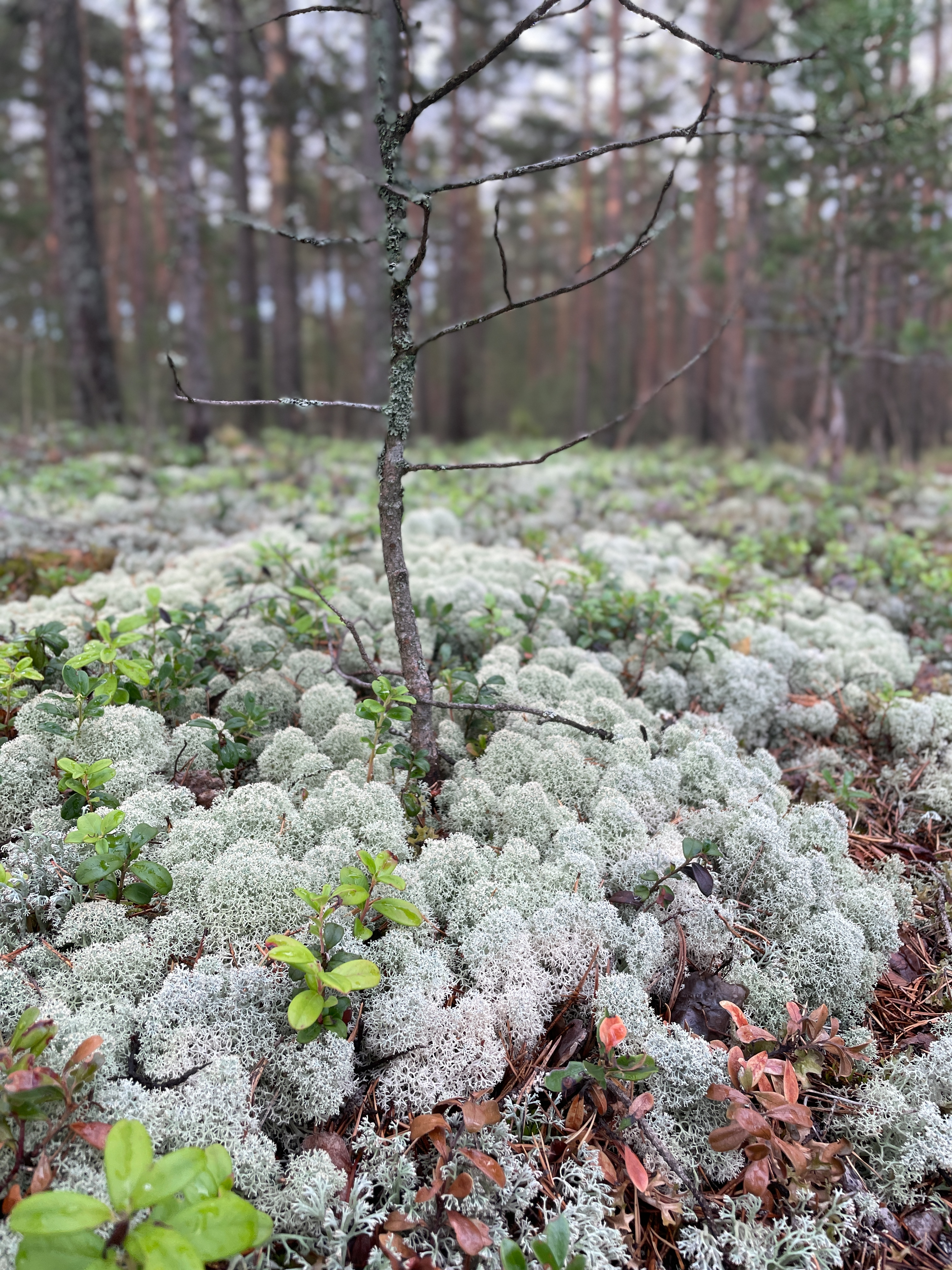
Талломы кладонии звездчатой на почве (между ними — побеги брусники и мёртвая молодая сосна). Окрестности озера Гусиное, бруснично-лишайниковый сосняк

Озеро Гусиное названо так из-за своей формы — похожей на вытянутую шею гуся. В северо-западной части из озера вытекает протока до озера Отрадного, в южной части вытекает ручей Прозрачный до Ладожского озера. Гусиное представляет сравнительно небольшой водоём, простирающийся с северо-запада на юго-восток на 8 километров. Площадь озера — 7,6 км² (под другим данным — 6 км²). Площадь водосборного бассейна — 29,9 км². Глубина центрального плеса — до 10-11 метров. Прибрежья мелководны. Дно илистое, в северной части — каменистое. На юге озеро сильно зарастает.